# Bellemagny
Bellemagny est une commune française située dans l'aire d'attraction de Mulhouse et faisant partie de la collectivité européenne d'Alsace (circonscription administrative du Haut-Rhin), en région Grand Est.
Cette commune se trouve dans la région historique et culturelle d'Alsace.
Ses habitants sont appelés les Barovillarois et les Barovillaroises.

## Géographie

### Localisation
- 1Carte dynamique
- 2Carte OpenStreetMap
- 3Carte topographique
- 4Carte avec les communes environnantes

Bellemagny fait partie du canton de Masevaux et de l'arrondissement d'Altkirch. Le village est situé sur un carrefour reliant les bourgs d'Eteimbes, Bretten et Saint-Cosme. Il est traversé par la route départementale 32.
| Eteimbes                           |             | Bretten     |
| Angeot Territoire de Belfort       | Bellemagny  | Sternenberg |
| Vauthiermont Territoire de Belfort | Saint-Cosme | Guevenatten |

### Hydrographie

#### Réseau hydrographique
La commune est traversée par la ligne de partage des eaux entre les bassins versants du Rhin et de la Saône au sein respectivement du bassin Rhin-Meuse et du bassin Rhône-Méditerranée-Corse. Elle est drainée par le Traubach et le ruisseau Steimbach,,.

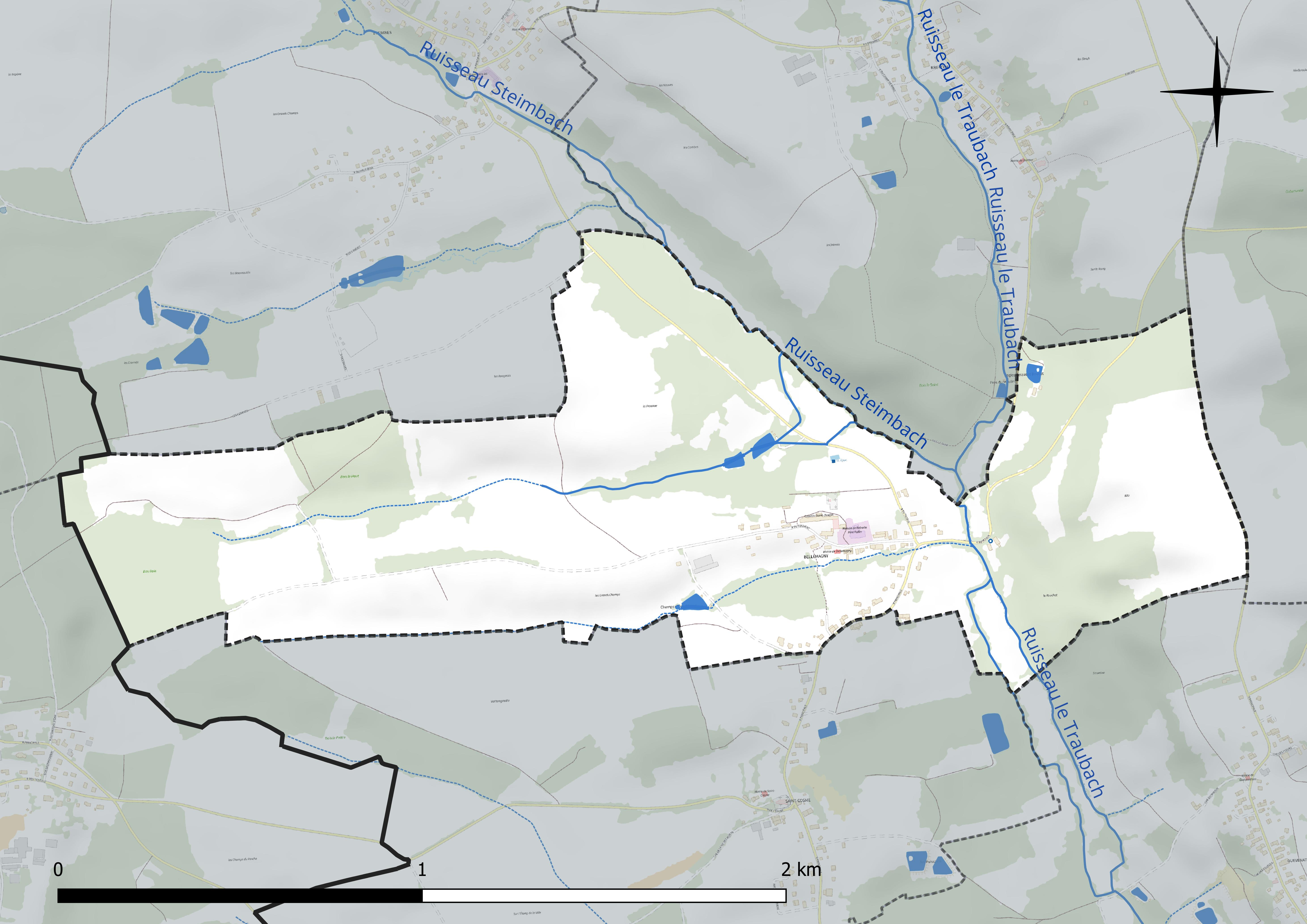
Réseau hydrographique de Bellemagny.

#### Gestion et qualité des eaux
Le territoire communal est couvert par le schéma d'aménagement et de gestion des eaux (SAGE) « Largue ». Ce document de planification concerne le bassin versant de la Largue et une zone située à l'ouest du périmètre (la région de Montreux). Ce territoire s'étend sur 385 km2. Le périmètre a été arrêté le 4 mars 1996 et le SAGE proprement dit a été approuvé le 24 septembre 1999 puis révisé le 17 mai 2016. La structure porteuse de l'élaboration et de la mise en œuvre est le Syndicat mixte pour l'aménagement et la renaturation du bassin versant de la Largue et du secteur de Montreux, qui a évolué en Epage le 1er janvier 2018, sous le nom de Epage Largue. 
La qualité des cours d’eau peut être consultée sur un site dédié géré par les agences de l’eau et l’Agence française pour la biodiversité. 

### Climat
Pour des articles plus généraux, voir Climat du Grand Est et Climat du Haut-Rhin.
En 2010, le climat de la commune est de type climat des marges montargnardes, selon une étude du Centre national de la recherche scientifique s'appuyant sur une série de données couvrant la période 1971-2000. En 2020, Météo-France publie une typologie des climats de la France métropolitaine dans laquelle la commune est exposée à un climat semi-continental et est dans la région climatique  Vosges, caractérisée par une pluviométrie très élevée (1 500 à 2 000 mm/an) en toutes saisons et un hiver rude (moins de 1 °C). 
Pour la période 1971-2000, la température annuelle moyenne est de 9,9 °C, avec une amplitude thermique annuelle de 17,5 °C. Le cumul annuel moyen de précipitations est de 941 mm, avec 10,9 jours de précipitations en janvier et 10,1 jours en juillet. Pour la période 1991-2020, la température moyenne annuelle observée sur la station météorologique de Météo-France la plus proche, « Felon_sapc », sur la commune de Felon à 7 km à vol d'oiseau, est de 10,3 °C et le cumul annuel moyen de précipitations est de 1 056,1 mm. 
La température maximale relevée sur cette station est de 38 °C, atteinte le 7 août 2015 ; la température minimale est de −19,3 °C, atteinte le 20 décembre 2009,,. 
Les paramètres climatiques de la commune ont été estimés pour le milieu du siècle (2041-2070) selon différents scénarios d'émission de gaz à effet de serre à partir des nouvelles projections climatiques de référence DRIAS-2020. Ils sont consultables sur un site dédié publié par Météo-France en novembre 2022.

## Urbanisme

### Typologie
Au 1er janvier 2024, Bellemagny est catégorisée commune rurale à habitat dispersé, selon la nouvelle grille communale de densité à sept niveaux définie par l'Insee en 2022.
Elle est située hors unité urbaine. Par ailleurs la commune fait partie de l'aire d'attraction de Mulhouse, dont elle est une commune de la couronne,. Cette aire, qui regroupe 132 communes, est catégorisée dans les aires de 200 000 à moins de 700 000 habitants,.

### Occupation des sols
L'occupation des sols de la commune, telle qu'elle ressort de la base de données européenne d’occupation biophysique des sols Corine Land Cover (CLC), est marquée par l'importance des territoires agricoles (71,8 % en 2018), une proportion identique à celle de 1990 (71,8 %). La répartition détaillée en 2018 est la suivante : 
terres arables (44,4 %), forêts (28,2 %), zones agricoles hétérogènes (15,9 %), prairies (11,5 %). L'évolution de l’occupation des sols de la commune et de ses infrastructures peut être observée sur les différentes représentations cartographiques du territoire : la carte de Cassini (XVIIIe siècle), la carte d'état-major (1820-1866) et les cartes ou photos aériennes de l'IGN pour la période actuelle (1950 à aujourd'hui).

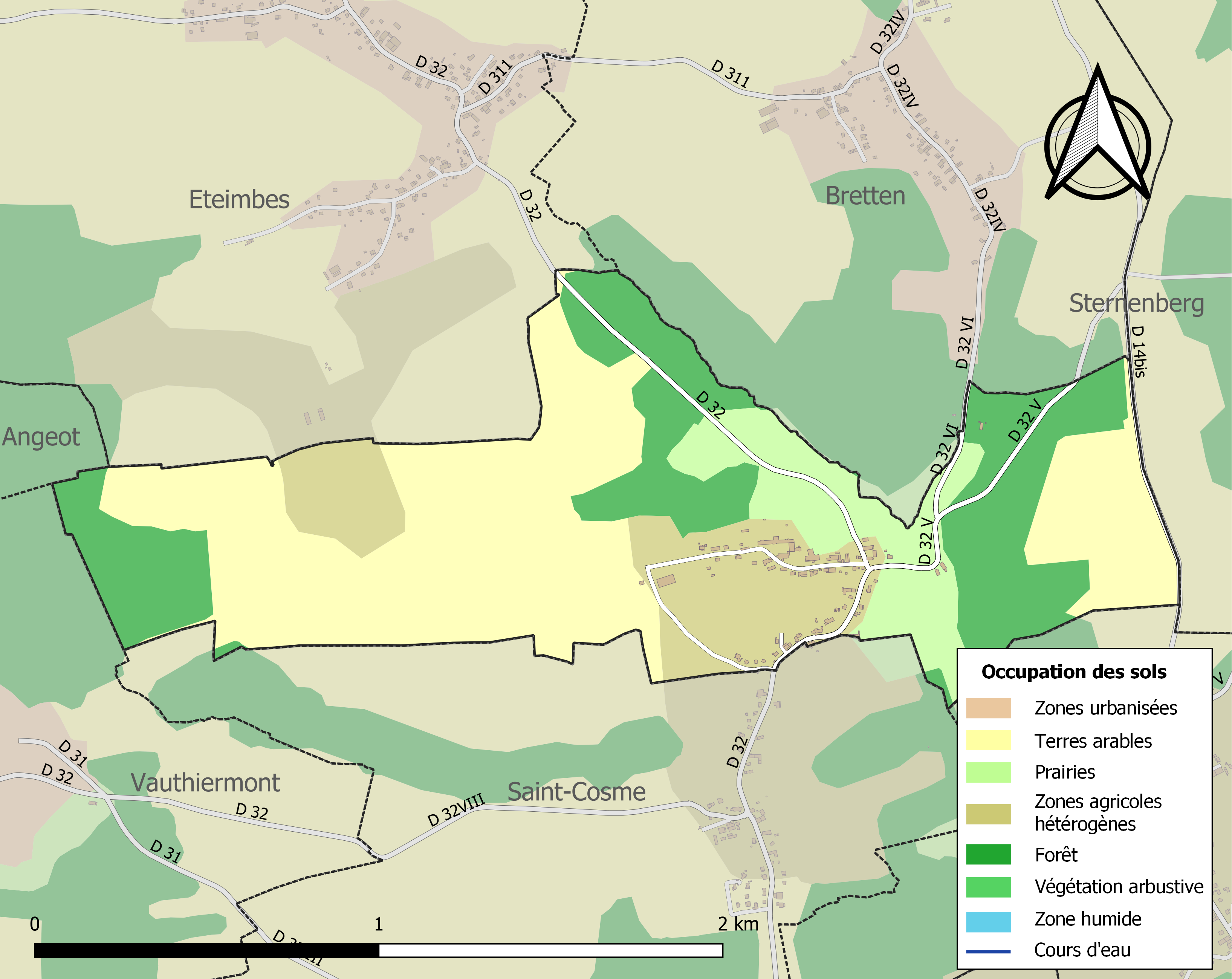
Carte des infrastructures et de l'occupation des sols de la commune en 2018 (CLC).

## Toponymie
Le nom peut provenir de l'ancien français « belle magny », « belle maison ». Mais compte tenu de la forme ancienne « Baronewillare » (796) puis des formes ultérieures, on peut penser que le terme « belle » est une mauvaise interprétation d'un nom d'homme germanique Baro- devenu Ber- puis, dans les formes françaises bel-. La forme germanique la plus récente, Bernetzwiller en serait l'illustration. À noter que le toponyme alsacien -willer est souvent traduit le long de la frontière linguistique par le toponyme -magny : Mortzwiller est ainsi désigné au XVIe siècle sous le nom romand de Mormaigny et Romagny est désigné en allemand sous le nom de Willern.
- Baronewillare (796), Barozwilr (1331), Bernsweiler (1576), Bernetzweiler (1579), Bernhardsweiler (1581), Bellemagny (1793).
- Bernetzwiller en allemand[16], Baretswiller en alsacien.

## Histoire
Bellemagny fait partie au Moyen Âge de la seigneurie autrichienne de Belfort puis de Ferrette jusqu'en 1648, date de la signature du traité de Westphalie. De 1800 à 1870, la commune dépend de l'arrondissement de Belfort et du canton de Fontaine. Durant la Première Guerre mondiale, un hôpital de campagne dit ambulance de Bellemagny est implanté dans la commune. Elle fait ensuite partie de la commune de Saint-Cosme de 1941 à 1944, avec laquelle elle ne forme qu'une seule paroisse.

## Politique et administration

### Découpage territorial
La commune de Bellemagny est membre de la communauté de communes Sud Alsace Largue, un établissement public de coopération intercommunale (EPCI) à fiscalité propre créé le 15 juin 2016 dont le siège est à Dannemarie. Ce dernier est par ailleurs membre d'autres groupements intercommunaux.
Sur le plan administratif, elle est rattachée à l'arrondissement d'Altkirch, à la circonscription administrative de l'État du Haut-Rhin, en tant que circonscription administrative de l'État, et à la région Grand Est. 
Sur le plan électoral, elle dépendait jusqu'en 2020 du  canton de Masevaux-Niederbruck pour l'élection des conseillers départementaux au sein du conseil départemental du Haut-Rhin. Depuis le 1er janvier 2021, elle dépend du même canton pour l'élection des conseillers d'Alsace au sein de la collectivité européenne d'Alsace.

### Chronologie des maires
| Période                                  | Période                   | Identité                                        | Étiquette | Qualité |
| ---------------------------------------- | ------------------------- | ----------------------------------------------- | --------- | ------- |
| mars 2001                                | mars 2014                 | Thierry Roy                                     |           |         |
| mars 2014                                | En cours (au 31 mai 2020) | Christian Bilger Réélu pour le mandat 2020-2026 |           |         |
| Les données manquantes sont à compléter. |                           |                                                 |           |         |

## Population et société

### Démographie
L'évolution du nombre d'habitants est connue à travers les recensements de la population effectués dans la commune depuis 1793. Pour les communes de moins de 10 000 habitants, une enquête de recensement portant sur toute la population est réalisée tous les cinq ans, les populations de référence des années intermédiaires étant quant à elles estimées par interpolation ou extrapolation. Pour la commune, le premier recensement exhaustif entrant dans le cadre du nouveau dispositif a été réalisé en 2005.

En 2022, la commune comptait 148 habitants, en évolution de −21,28 % par rapport à 2016 (Haut-Rhin : +0,66 %, France hors Mayotte : +2,11 %).
| 1793 | 1800 | 1806 | 1821 | 1831 | 1836 | 1841 | 1846 | 1851 |
| ---- | ---- | ---- | ---- | ---- | ---- | ---- | ---- | ---- |
| 157  | 136  | 125  | 124  | 146  | 135  | 125  | 119  | 131  |

| 1856 | 1861 | 1866 | 1871 | 1875 | 1880 | 1885 | 1890 | 1895 |
| ---- | ---- | ---- | ---- | ---- | ---- | ---- | ---- | ---- |
| 120  | 142  | 183  | 188  | 202  | 222  | 245  | 137  | 166  |

| 1900 | 1905 | 1910 | 1921 | 1926 | 1931 | 1936 | 1946 | 1954 |
| ---- | ---- | ---- | ---- | ---- | ---- | ---- | ---- | ---- |
| 177  | 170  | 173  | 223  | 146  | 151  | 156  | 179  | 172  |

| 1962 | 1968 | 1975 | 1982 | 1990 | 1999 | 2005 | 2006 | 2010 |
| ---- | ---- | ---- | ---- | ---- | ---- | ---- | ---- | ---- |
| 112  | 124  | 125  | 122  | 157  | 177  | 187  | 187  | 191  |

| 2015 | 2020 | 2022 | - | - | - | - | - | - |
| ---- | ---- | ---- | - | - | - | - | - | - |
| 188  | 148  | 148  | - | - | - | - | - | - |

## Culture locale et patrimoine

### Lieux et monuments

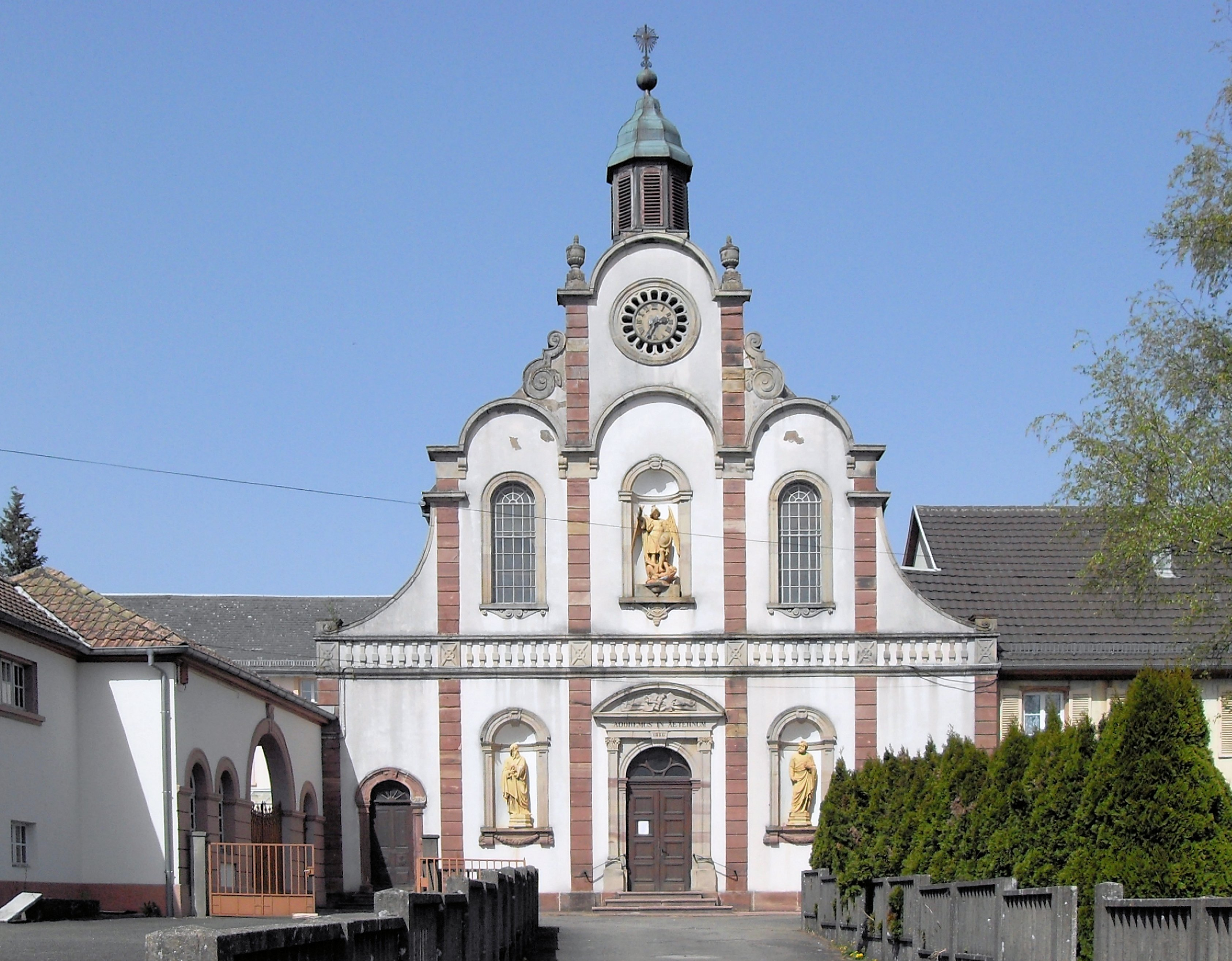
La chapelle du couvent.

Couvent des bénédictines adoratrices fondé en 1859 par le Père Joseph Aloyse Faller. La chapelle et les bâtiments forment un ensemble très imposant qui n'échappe pas au regard des passants. La congrégation est divisée en trois provinces : la française, l'autrichienne, la bavaroise. En plus de la maison-mère de Bellemagny, il existe encore, de la même congrégation, dans le diocèse de Strasbourg, l'institution Sainte-Anne à Lutterbach.

### Personnalités liées à la commune
- Jean-Baptiste Guittard, homme politique né le 25 décembre 1737 à Bellemagny (Haut-Rhin) et décédé le 14 novembre 1811 au même lieu

### Héraldique
| Blason de Bellemagny | Les armes de Bellemagny se blasonnent ainsi : « Parti, à dextre d'or à la maison d'azur au colombage de sable et au toit de gueules, à senestre d'azur à l'ostensior d'or, à la lunule d'argent. » |